# پاکوکاهوا (پونو)
پاکوکاهوا (به اسپانیایی: Pacocahua) یک کوه در پرو است که در Peru, Puno Region واقع شده‌است. پاکوکاهوا ۵٬۰۰۰ متر بالاتر از سطح دریا واقع شده‌است.